# Рододендрон Томсона
Рододендрон Томсона (лат. Rhododendron thomsonii) — вид деревянистых растений рода Рододендрон (Rhododendron) семейства Вересковые (Ericaceae).

## Распространение
Встречается на юге Тибетского автономного района (Китай), в Бутане, в штатах Аруначал-Прадеш и Сикким (Индия), и на востоке Непала в горах на высоте 3300—3900 над уровнем моря.

## Систематика

### Таксономия
Вид Рододендрон Томсона входит в подсекцию Thomsonia секции Pontica подрода Hymenanthes рода Рододендрон (Rhododendron).

### Внутривидовые таксоны
В рамках вида выделяют несколько подвидов:
- Rhododendron thomsonii subsp. lopsangianum (Cowan) D.F.Chamb., 1982 [syn.  Rhododendron lopsangianum Cowan, 1937 basionym]
- Rhododendron thomsonii subsp. thomsonii